# Cyanoderma
Cyanoderma är ett fågelsläkte i familjen timalior inom ordningen tättingar. Släktet omfattar sju arter som förekommer från Himalaya till Taiwan och Bali:
- Gyllentimalia (C. chrysaeum)
- Kastanjevingad timalia (C. erythropterum)
- Tvåfärgad timalia (C. bicolor)
- Månbröstad timalia (C. melanothorax)
- Rostpannad timalia (C. rufifrons)
- Svarthakad timalia (C. pyrrhops)
- Rödhättad timalia (C. ruficeps)

Tidigare placerades arterna i Stachyridopsis, då inte inkluderande kastanjevingad timalia. Studier visar dock att den ingår i släktet, som därmed måste byta namn till Cyanoderma av prioritetsskäl. Längre tillbaka placerades arterna i släktet Stachyris tillsammans med de filippinska arterna som nu förs till Sterrhoptilus och Dasycrotapha i familjen glasögonfåglar.